# William Newnham
William Newnham (* 1. November 1790 in Farnham, Grafschaft Surrey; † 24. Oktober 1865 in Tunbridge Wells, (Grafschaft Kent)) war ein englischer Praktischer Arzt.

## Familie
William Newnham war der Sohn eines praktischen Arztes. Vermutlich waren seine Eltern John Newnham und Mary Dowden, die am 1. August 1785 geheiratet hatten. Weitere Details zur Familie sind nicht bekannt beziehungsweise widersprüchlich.
Seine erste Ehefrau – vermutlich hatte er am 24. September 1812 in Farnham Ann Wilders geheiratet – starb schon am 31. Dezember 1813. Erst am 16. Mai 1821 vermählte er sich in zweiter Ehe mit Caroline Atkinson (* 22. September 1791; getauft am 24. November 1791 in Bolton Percy, Grafschaft North Yorkshire). Das Ehepaar ließ zwischen 1822 und 1835 in Farnham acht Kinder taufen. Die Familie scheint nicht unvermögend gewesen zu sein, denn bei den Volkszählungen von 1851 und 1861 gehörten drei Angestellte zum Haushalt.

## Beruf
Seine medizinische Ausbildung erhielt Newnham unter anderem am Guy’s Hospital in London und in Paris. Er war ein Lieblingsschüler von Sir Astley Paston Cooper, dem er 1827 in Dankbarkeit für die lange und bewährte Freundschaft sein Buch über die Heilwirkung von grünem Tee widmete. Nach seiner Ausbildung ließ er sich vor August 1815 in Farnham nieder, wo er fast 45 Jahre lang praktizierte.
1836 trat er als eines der ersten Mitglieder der Provincial Medical and Surgical Association, der späteren British Medical Association bei, an deren Wohltätigkeitsstiftung er sich bis 1857 aktiv als Schatzmeister beteiligte.
1856 musste er seine Praxis aus gesundheitlichen Gründen aufgeben, da er an einer chronischen Gehirnerkrankung litt. Nachdem sich der Arzt zur Ruhe gesetzt hatte, zog die Familie nach Tunbridge Wells, wo der Sohn Christopher Atkinson Newnham schon 1851 bei der Volkszählung als Medizinassistent aufgeführt wird.

## Veröffentlichungen
- A tribute of sympathy, addressed to Mourners. Ibotson and Palmer, Savoy Street, Strand, 1817. Dieses 240 Seiten umfassende, an Trauernde gerichtete Buch, erschien in mehreren Auflagen.
- An essay on the symptoms, causes, and treatment, of inversio uteri ; with a history of the successful extirpation of that organ during the chronic stage of the disease. E. Cox and son, St. Thomas’s-Street Borough, London 1818.
- The principles of physical, intellectual, moral, and religious education. 2 Bände, J. Hatchard and son, 187, Piccadilly, London, 1827.
- Some observations on the medicinal and dietetic properties of green tea : and particularly on the controlling influence it exerts over irritation of the brain. J. Hatchard and son, 187, Piccadilly, London, 1827.
- Essay on superstition; being an inquiry into the effects of physical influence on the mind, in the production of dreams, visions, ghosts, and other supernatural appearances. J. Hatchard and son, 187, Piccadilly, 1830. In diesem 430 Seiten umfassenden Buch über den Aberglauben, das der Autor dem Lordbischof von Winchester widmete, vertritt er die Meinung, dass übernatürliche Erscheinungen, geisterhafte Erfahrungen, spirituelle Visionen und Träume physische und keine übernatürlichen Ursachen haben.
- Essay on the disorders incident to literary men: and on the best means of preserving their health : read before the Royal Society of Literature, Nov. 5, gewidmet dem Lordbischof von Salisbury. John Hatchard and son, 187, Piccadilly, London und Nichols and sons, Farnham, 1836.
- zusammen mit W. Wickham und Salter: Retrospect of the progress of surgical literature, for the year 1838-9 ("Read, June 13, 1839, before the Annual Meeting of the Southern Branch of the Provincial Medical Association and published at its request"), 1839.
- The reciprocal influence of body and mind considered, as it affects the great questions of education, phrenology, materialism, moral advancement and responsibility, man’s free agency, the theory of life, the peculiarities of mental property, mental diseases, the agency of mind upon the body, of physical temperament upon the manifestations of mind, and upon the expression of religious feeling. J. Hatchard and son, 187 Picadilly und J. Churchill, Princes street, Soho und G. T. Palmer, London Savoy Street, Strand, 1841.
- Human magnetism : its claims to dispassionate inquiry, being an attempt to show the utility of its application for the relief of human suffering. Wiey and Putnam, New York, 1845.
- Practical observations on uterine haemorrhage. O. O. 1848 Unter dem gleichen Titel wie dieses 32-seitige Werk hatte schon 1807 der schottische Arzt und Geburtshelfer John Burns in Glasgow sein 199 Seiten umfassendes Buch Practical observations on the Uterine Hemorrhage : with remarks on the management of the Placenta veröffentlicht.
- 1847: Man, in his physical intellectual, social, and moral relations. The religious tract society, London, 1847.
- History of four cases of eclampsia nutans, or the „Salaam“ convulsions of infancy, with suggestions as to the origin and future treatment. In: Charles Clay (Hg.): British Record of obstetric medicine. Band II. Manchester 1849. In diesem Beitrag schildert Newnham neben drei anderen Fällen die epileptischen Anfälle von James Edwin West, dem Sohn seines Kollegen William James West, über die dieser zuerst 1841 berichtet hatte.[1] Farnham erweckt dabei den Eindruck, dass er der eigentliche Erstbeschreiber des heute West-Syndrom genannten Krankheitsbildes sei.[2]

William Newnham war Mitglied der Royal Society of Literature und ein aktiver Autor. Neben medizinischen Büchern und Artikeln verfasste er spirituelle Schriften, unter anderem zum Mesmerismus und über Aberglaube.